# Gegard Mousasi
Gegard Mousasi (* 1. August 1985 in Teheran) ist ein niederländischer Mixed-Martial-Arts-Kämpfer. Er ist der ehemalige Weltmeister in den MMA-Organisationen Bellator Fighting Championships im Mittelgewicht und Strikeforce im Halbschwergewicht.

## Karriere
Mousasi wurde während der Erster Golfkrieg als Kind armenischer Eltern in Teheran, Iran, geboren. Nachdem er im Alter von vier Jahren ein Jahr in Flüchtlingslagern verbracht hatte, zogen Mousasi und seine Familie nach Leiden, Niederlande, wo er die Grundschule beendete, bevor er ein Interesse an Kampfkunst entwickelte. Mousasi begann im Alter von acht Jahren mit dem Judotraining und später mit 15 Jahren mit dem Boxen; ein Jahr später wurde er niederländischer Amateur-Boxmeister mit einem Rekord von 12-1 und neun K.o.'s. Mousasi wechselte dann zum Kickboxen und schließlich zu Mixed Martial Arts.
Mit einer Bilanz von zwölf Siegen in vierzehn Spielen debütierte Mousasi am 4. Juni 2006 bei Pride FC. Er gewann an diesem Tag gegen Makoto Takimoto, der wegen einer gebrochenen Augenhöhle nach mehr als fünf Minuten nicht mehr weitermachen konnte. Dieses Match war die erste Runde eines Turniers um den Pride-Titel im Weltergewicht. Mousasi verlor im Viertelfinale gegen Akihiro Gono. Anschließend besiegte er Hector Lombard, was sein letzter Kampf bei Pride FC war.
Am 29. April 2008 kämpfte Mousasi zum ersten Mal für die Dream-Organisation. Er besiegte Denis Kang via Submission (triangle choke). Dieses Match fand in der ersten Runde eines Turniers um den Dream-Titel im Mittelgewicht statt. Mousasi besiegte außerdem Dong Sik Yoon, Melvin Manhoef und Ronaldo Souza und wurde der erste Dream-Champion im Mittelgewicht.
Mousasi gewann den Strikeforce-Titel im Halbschwergewicht am 15. August 2009 in seinem ersten Kampf innerhalb der Organisation. Er schlug Renato Sobral K.o. in genau einer Minute. Am 17. April 2010 verlor er den Titel gegen Muhammed Lawal. Mousasi wurde 2010 Dream-Champion im Halbschwergewicht. Er besiegte Jake O’Brien via Submission (Standing Guillotine Choke) im Halbfinale eines Titelturniers und Tatsuya Mizuno (Rear-Naked Choke) im Finale.
Mousasi blieb in beiden Organisationen bis 2013 aktiv, danach ging Dream bankrott und Strikeforce wurde von der Ultimate Fighting Championship aufgekauft. Sein UFC-Debüt gab er am 6. April 2013 mit einem einstimmigen Entscheidungssieg über Ilir Latifi. In seinen nächsten sechs Spielen gewann er gegen Mark Muñoz, Dan Henderson und Costas Philippou und verlor gegen Lyoto Machida, Ronaldo Souza und Uriah Hall. Nach dieser durchwachsenen Serie erholte er sich, indem er Thales Leites, Thiago Santos, Vitor Belfort und Chris Weidman besiegte und sich an Uriah Hall revanchierte.
Mousasi verließ die UFC im Jahr 2017 und unterschrieb einen Vertrag bei Bellator Fighting Championships. Nachdem er hier Alexander Shlemenko besiegt hatte, gewann er am 25. Mai 2018 den Bellator-Titel im Mittelgewicht. Er besiegte den amtierenden Meister Rafael Carvalho in 3,35 Minuten. Nachdem er diesen Titel gegen Rory MacDonald verteidigt hatte, wurde er am 22. Juni 2019 von Rafael Lovato Jr. entthront durch eine Punkteniederlage.

## Erfolge
- Cage Warriors Fighting Championship
  - Cage Warriors Middleweight Championship (2006)
- DREAM
  - DREAM Middleweight Championship (2008)
  - DREAM Light Heavyweight Championship (2010)
- Strikeforce
  - Strikeforce Light Heavyweight Championship (2009)
- Bellator Fighting Championships
  - Bellator Middleweight World Championship (2018–2019, 2020–2022)